# مساحة إسرائيل
مساحة إسرائيل - SOI (بالعبرية: מפ"י - המרכז למיפוי ישראל) هي دائرة المسح ورسم الخرائط التابعة لوزارة الإسكان الإسرائيلية والبناء ومن الخلف من إدارة مساحة فلسطين، التي أنشئت من قبل سلطة الانتداب البريطاني في عام 1920.

## وصلات خارجية
- موقع مساحة إسرائيل التراثية نسخة محفوظة 6 أكتوبر 2013 على موقع واي باك مشين.